# Universidad Yonsei

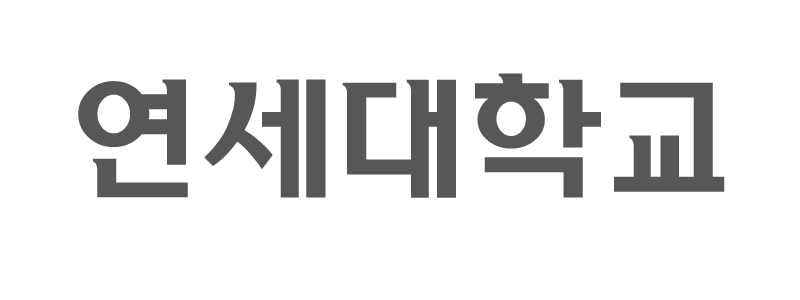
Universidad Yonsei Logo

La Universidad Yonsei (연세대학교 (延世大學校)) es una universidad privada de investigación, ubicada en las ciudades Seúl, Wonju y Songdo, en Corea del Sur. Fundada en 1885, es una de las universidades más antiguas de ese país. Forma parte de las universidades «SKY», un acrónimo histórico usado en Corea del Sur para referirse a las Universidad Nacional de Seúl, Corea (Korea) y Yonsei, las cuales son las tres de mayor prestigio en ese país.
En 2013 la universidad tenía 38 725 estudiantes: 26 731 de pregrado y 11 994 de posgrado. Fue establecida de manera formal en 1957, mediante la unión del Yonhi College (연희전문학교; 延禧專門學校) y el Severance Union Medical College (세브란스 의과대학; 세브란스 醫科大學). El nombre de la universidad derivó de las primeras sílabas de sus dos instituciones originarias; «Yon» (연; 延), del Yonhi College, y «Sei» (세; 世) del Severance Union Medical College.

## Clasificaciones mundiales
En 2019, la Universidad de Yonsei ocupó el quinto lugar en el QS World University Rankings de las mejores universidades de Corea del Sur. Ocupa el puesto 21 en Asia y el 85 a nivel mundial. En 2016, la Universidad de Yonsei ocupó el puesto 105 en general, el 24 en Política Social y Administración, el 12 en idiomas modernos y el 51-100 en economía, según los QS World University Rankings. Ocupó el puesto 104 a nivel mundial y el segundo en Corea del Sur por el Center for World University Rankings en 2017, y en 2018, el Academic Ranking of World Universities colocó a la Universidad de Yonsei en el puesto 20 en la región Asia/Pacífico y el tercero en Corea del Sur. Yonsei ocupó el puesto 96 en el mundo según un artículo de SCI publicado en 2007.

## Campus
El campus de la Universidad de Yonsei en Seúl está compuesto por el campus de Sinchon y el campus internacional en Songdo, Incheon. A partir de 2011, la Universidad de Yonsei adoptó un Programa de Colegios Residenciales (RC por sus siglas en inglés) en el Campus Internacional de Yonsei (YIC). La mayoría de los estudiantes de primer año de la Universidad de Yonsei deben vivir en un dormitorio del campus internacional y completar los programas RC durante un año. Después de eso se trasladan al campus de Sinchon en Seúl para completar su educación.